# Olgiate Olona
Olgiate Olona är en kommun i provinsen Varese i regionen Lombardiet i Italien. Kommunen hade 12 541 invånare (2018).